# Stavhopp för damer i friidrott vid olympiska sommarspelen 2000
Stavhopp för damer vid olympiska sommarspelen 2000 i Sydney avgjordes 23-25 september. 

## Medaljörer
| Gren     | Guld              | Guld        | Silver                        | Silver | Brons                   | Brons  |
| Stavhopp | Stacy Dragila USA | 4,60 m (OR) | Tatiana Grigorieva Australien | 4,55 m | Vala Flosadóttir Island | 4,50 m |

## Resultat
- Q innebär avancemang utifrån placering i heatet/klarat kvalgränsen.
- q innebär avancemang utifrån total placering.
- DNS innebär att personen inte startade.
- DNF innebär att personen inte fullföljde.
- DQ innebär diskvalificering.
- NR innebär nationellt rekord.
- OR innebär olympiskt rekord.
- WR innebär världsrekord.
- PB innebär personligt rekord.
- SB innebär säsongsbästa.

### Kval

#### Grupp A
| Placering | Totalt | Idrottare             | Nation         | Märke | Kval | Rekord |
| --------- | ------ | --------------------- | -------------- | ----- | ---- | ------ |
| 1         | 1      | Tatiana Grigorieva    | Australien     | 4,30  | q    |        |
| 1         | 1      | Daniela Bártová       | Tjeckien       | 4.30  | q    |        |
| 1         | 1      | Nicole Rieger-Humbert | Tyskland       | 4.30  | q    |        |
| 1         | 1      | Anzjela Balachonova   | Ukraina        | 4.30  | q    |        |
| 5         | 7      | Marie Rasmussen       | Danmark        | 4.30  | q    | = NR   |
| 6         | 11     | Stacy Dragila         | USA            | 4.30  | q    |        |
| 7         | 12     | Monika Pyrek          | Polen          | 4.30  | q    |        |
| 8         | 17     | Caroline Ammel        | Frankrike      | 4.15  |      |        |
| 9         | 18     | Alejandra García      | Argentina      | 4.15  |      |        |
| 10        | 20     | Janine Whitlock       | Storbritannien | 4.15  |      |        |
| 11        | 22     | Þórey Edda Elísdóttir | Island         | 4.00  |      |        |
|           |        | Svetlana Feofanova    | Ryssland       | NM    |      |        |
|           |        | Zsuzsanna Szabó       | Ungern         | NM    |      |        |
|           |        | Jelena Isinbajeva     | Ryssland       | NM    |      |        |
|           |        | Tanja Koleva          | Bulgarien      | NM    |      |        |

#### Grupp B
| Placering | Totalt | Idrottare         | Nation     | Märke | Kval | Rekord |
| --------- | ------ | ----------------- | ---------- | ----- | ---- | ------ |
| 1         | 1      | Vala Flosadóttir  | Island     | 4,30  | q    |        |
| 1         | 1      | Kellie Suttle     | USA        | 4.30  | q    |        |
| 3         | 7      | Gao Shuying       | Kina       | 4.30  | q    |        |
| 3         | 7      | Elmarie Gerryts   | Sydafrika  | 4.30  | q    |        |
| 3         | 7      | Yvonne Buschbaum  | Tyskland   | 4.30  | q    |        |
| 6         | 13     | Doris Auer        | Österrike  | 4.30  | q    |        |
| 7         | 14     | Melissa Mueller   | USA        | 4.25  |      |        |
| 8         | 15     | Emma George       | Australien | 4.25  |      |        |
| 8         | 15     | Mar Sánchez       | Spanien    | 4.25  |      |        |
| 10        | 18     | Marie Poissonnier | Frankrike  | 4.15  |      |        |
| 11        | 21     | Déborah Gyurcsek  | Uruguay    | 4.15  |      |        |
| 12        | 22     | Pavla Hamáčková   | Tjeckien   | 4.00  |      |        |
|           |        | Jelena Beljakova  | Ryssland   | NM    |      |        |
|           |        | Thalia Iakovidou  | Grekland   | NM    |      |        |
|           |        | Katalin Donath    | Ungern     | NM    |      |        |

#### Totala kvalresultat
| Placering | Idrottare             | Nation         | Grupp | Märke | Kval | Rekord |
| --------- | --------------------- | -------------- | ----- | ----- | ---- | ------ |
| 1         | Nicole Rieger-Humbert | Tyskland       | A     | 4,30  | q    |        |
| 1         | Tatiana Grigorieva    | Australien     | A     | 4.30  | q    |        |
| 1         | Kellie Suttle         | USA            | B     | 4.30  | q    |        |
| 1         | Daniela Bártová       | Tjeckien       | A     | 4.30  | q    |        |
| 1         | Anzjela Balachonova   | Ukraina        | A     | 4.30  | q    |        |
| 1         | Vala Flosadóttir      | Island         | B     | 4.30  | q    |        |
| 7         | Elmarie Gerryts       | Sydafrika      | B     | 4.30  | q    |        |
| 7         | Yvonne Buschbaum      | Tyskland       | B     | 4.30  | q    |        |
| 7         | Marie Rasmussen       | Danmark        | A     | 4.30  | q    | = NR   |
| 7         | Gao Shuying           | Kina           | B     | 4.30  | q    |        |
| 11        | Stacy Dragila         | USA            | A     | 4.30  | q    |        |
| 12        | Monika Pyrek          | Polen          | A     | 4.30  | q    |        |
| 13        | Doris Auer            | Österrike      | B     | 4.30  | q    |        |
| 14        | Melissa Mueller       | USA            | B     | 4.25  |      |        |
| 15        | Emma George           | Australien     | B     | 4.25  |      |        |
| 15        | Mar Sánchez           | Spanien        | B     | 4.25  |      |        |
| 17        | Caroline Ammel        | Frankrike      | A     | 4.15  |      |        |
| 18        | Marie Poissonnier     | Frankrike      | B     | 4.15  |      |        |
| 18        | Alejandra García      | Argentina      | A     | 4.15  |      |        |
| 20        | Janine Whitlock       | Storbritannien | A     | 4.15  |      |        |
| 21        | Déborah Gyurcsek      | Uruguay        | B     | 4.15  |      |        |
| 22        | Pavla Hamáčková       | Tjeckien       | B     | 4.00  |      |        |
| 22        | Þórey Edda Elísdóttir | Island         | A     | 4.00  |      |        |
|           | Zsuzsanna Szabó       | Ungern         | A     | NM    |      |        |
|           | Jelena Isinbajeva     | Ryssland       | A     | NM    |      |        |
|           | Jelena Beljakova      | Ryssland       | B     | NM    |      |        |
|           | Svetlana Feofanova    | Ryssland       | A     | NM    |      |        |
|           | Katalin Donath        | Ungern         | B     | NM    |      |        |
|           | Thalia Iakovidou      | Grekland       | B     | NM    |      |        |
|           | Tanja Koleva          | Bulgarien      | A     | NM    |      |        |

### Final
| Placering | Idrottare                 | Försök | Försök | Försök | Försök | Försök | Försök | Försök | Försök | Försök | Försök | Höjd    | Extra |
| Placering | Idrottare                 | 4.00   | 4.15   | 4.25   | 4.35   | 4.40   | 4.45   | 4.50   | 4.55   | 4.60   | 4.65   | Höjd    | Extra |
| --------- | ------------------------- | ------ | ------ | ------ | ------ | ------ | ------ | ------ | ------ | ------ | ------ | ------- | ----- |
| 1         | Stacy Dragila (USA)       | -      | -      | O      | O      | XO     | O      | XXO    | XO     | O      | XXX    | 4 ,60 m | OR    |
| 2         | Tatiana Grigorieva (AUS)  | -      | XO     | O      | O      | O      | O      | XO     | O      | X-     | XX     | 4,55 m  | PB    |
| 3         | Vala Flosadóttir (ISL)    | O      | O      | O      | O      | O      | O      | O      | XXX    |        |        | 4,50 m  | NR    |
| 4         | Daniela Bártová (CZE)     | O      | -      | O      | XXO    | -      | XXO    | O      | XXX    |        |        | 4,50 m  |       |
| 5         | Nicole Humbert (GER)      | -      | XXO    | XXO    | XXO    | -      | XXO    | -      | XXX    |        |        | 4,45 m  |       |
| 6         | Yvonne Buschbaum (GER)    | -      | -      | XO     | O      | XO     | XXX    |        |        |        |        | 4,40 m  |       |
| 7         | Monika Pyrek (POL)        | XO     | XXO    | O      | O      | XO     | XXX    |        |        |        |        | 4,40 m  | NR    |
| 8         | Marie Rasmussen (DEN)     | O      | O      | O      | O      | XXX    |        |        |        |        |        | 4,35 m  | NR    |
|           |                           |        |        |        |        |        |        |        |        |        |        |         |       |
| 9         | Doris Auer (AUT)          | -      | -      | O      | XXX    |        |        |        |        |        |        | 4,25 m  |       |
| 10        | Gao Shuying (CHN)         | O      | O      | XXX    |        |        |        |        |        |        |        | 4,15 m  |       |
| 11        | Kellie Suttle (USA)       | O      | XXX    |        |        |        |        |        |        |        |        | 4,00 m  |       |
| —         | Anzjela Balachonova (UKR) | -      | -      | XXX    |        |        |        |        |        |        |        | NM      |       |
| —         | Elmarie Gerryts (RSA)     | XX-    |        |        |        |        |        |        |        |        |        | NM      |       |